# De León
De León es una ciudad ubicada en el condado de Comanche en el estado estadounidense de Texas. En el Censo de 2010 tenía una población de 2.246 habitantes y una densidad poblacional de 386,79 personas por km².

## Geografía
De León se encuentra ubicada en las coordenadas 32°6′41″N 98°32′7″O / 32.11139, -98.53528. Según la Oficina del Censo de los Estados Unidos, De León tiene una superficie total de 5.81 km², de la cual 5.81 km² corresponden a tierra firme y (0%) 0 km² es agua.

## Demografía
Según el censo de 2010, había 2.246 personas residiendo en De León. La densidad de población era de 386,79 hab./km². De los 2.246 habitantes, De León estaba compuesto por el 90.47% blancos, el 0.31% eran afroamericanos, el 0.8% eran amerindios, el 0.18% eran asiáticos, el 0% eran isleños del Pacífico, el 6.5% eran de otras razas y el 1.74% pertenecían a dos o más razas. Del total de la población el 28.72% eran hispanos o latinos de cualquier raza.